# Ada
Ada (în maghiară Ada) este un oraș în Districtul Banatul de Nord, Voivodina, Serbia.
Orașul are o populație de 10.546 locuitori, majoritatea de etnie maghiară.

## Legături externe
Materiale media legate de Ada la Wikimedia Commons